# NGC 7393
NGC 7393 (другие обозначения — PGC 69874, MCG -1-58-2, VV 68, Arp 15) — галактика в созвездии Водолей.
Этот объект входит в число перечисленных в оригинальной редакции «Нового общего каталога», а также включён в атлас пекулярных галактик.